# Бар Кохбин устанак
Бар Кохбин устанак 132–136; (хебр. מרד בר כוכבא или меред бар кокхба) је назив за трећи велики устанак Јевреја у против римске власти у тадашњој провинцији Јудеја и посљедњи од јеврејско-римски ратова. Име је добио по свом покретачу и команданту устаничких снага, Симону бар Кохби који је себе називао Месијом, односно херојском личношћу која ће обновити Израел.

## Назив
Устанак је такође познат под називима Други јеврејско-римски рат и Други јеврејски устанак, односно Трећи јеврејско-римски рат и Трећи јеврејски устанак (ако се међу јеврејско-римске ратове као други рачуна Китосов рат 115 - 117).

## Ток устанка
Устаници су накратко имали успеха, па су успоставили независну јеврејску државу Израел у деловима Јудеје. По предању, Бар Кохба је кажњавао хришћане јер га нису признавали за месију. Након само две године огромна римска је војска успела да угуши устанак и поновно успоставити римску власт. Око 135. године, када су Римљани заузели град Бефер, Бар Кохба је убијен а његова глава је пренета у римски логор. Након тога Римљани су забранили Јеврејима да се враћају у Јерусалем, осим за време светковина Тиша беава.
„"Тако запустеше јеврејски градови. Нико од старих житеља не остаде, а на њихово место дођоше страни народи. Ту је затим подигнут римски град са другим именом; њега су звали Елија у част императора Елија Адријана."“ 
(Јевсевије)
Разарања су била стравична. По речима Диона Касија (69, 14) онда је страдало до 580 хиљада Јевреја, који су ухваћени са оружјем у руци, осим оних које је поморила глад и болест. Срушено је 50 градова и 985 јеврејских села.

## Последице
Последице рата, укључујући одбијање јеврејских хришћана да прихвате Бар Кохбу као месију, су имале значајну улогу у издавајању хришћанства као религије битно различите од јудаизма. Након рата, патријарси Јерусалима више нису потицали "од оних из обрезања", тј. од Јевреја. Старешине Цркве које су после разарања Јерусалима носили звање епископа тог града су живели у Пели.